# Yek tasādof-e sāde
Yek tasādof-e sāde (in persiano یک تصادف ساده‎, lett. "Un semplice incidente") è un film del 2025 scritto e diretto da Jafar Panahi. Ha vinto la Palma d'oro al 78º Festival di Cannes.

## Trama
Tornando a casa la sera con la moglie e la figlia piccola, un uomo sfascia la sua auto investendo un cane e cerca aiuto nei paraggi. Questo semplice incidente avrà conseguenze inaspettate, siccome Vahid, un meccanico dell'officina a cui l'uomo si rivolge, ritene di riconoscerne il passo strascicato dalla protesi come quello dell'anonimo ufficiale dei servizi segreti che anni prima l'aveva torturato in carcere. Desideroso di vendetta, Vahid lo rapisce ed è in procinto di ucciderlo e seppellirlo nel deserto quando viene assalito dal dubbio: essendo rimasto sempre bendato durante le torture, non può essere sicuro di aver preso l'uomo giusto. Riunisce quindi altri ex prigionieri come lui per aiutarlo nell'identificazione del presunto aguzzino, soprannominato Eghbal ("Gamba di legno"); la fotografa di matrimoni Shiva se ne ricorda il puzzo di sudore; l'operaio Hamid è certo di riconoscerne le voce; la sposina Golrokh non si presenta all'altare pur di vendicarsi dello stupro subito. Ma le cose si complicano ulteriormente.

## Produzione
È stato il primo film diretto da Panahi dopo la sua incarcerazione nella prigione di Evin durata dal luglio 2022 al febbraio 2023, nonché il suo primo da uomo libero dal 2010, avendo il Tribunale rivoluzionario di Teheran fatto decadere in seguito al suo rilascio sia il bando che gli proibiva di realizzare film sia quello che gli proibiva viaggiare all'estero. Panahi ha comunque realizzato il film, come tutti quelli da In film nist (2011), senza il permesso ufficiale del governo per garantire la propria indipendenza creativa.

## Distribuzione
Il film è stato presentato in anteprima il 20 maggio 2025 al 78º Festival di Cannes. All'anteprima ha presenziato anche Panahi, che non usciva dall'Iran dal 2010. Verrà distribuito nelle sale francesi il 10 dicembre 2025. In Italia uscirà tramite Lucky Red.

## Riconoscimenti
- 2025 – Festival di Cannes[5]
  - Palma d'oro